# SpaceGodzilla
Space Godzilla (スペースゴジラ?, Supēsu Gojira) è un kaijū ("mostro misterioso") del cinema giapponese nemico di Godzilla che fece il suo debutto come antagonista nel film Gojira VS Space Gojira, raffigurato da Ryō Haritani. L'idea d'un "Godzilla spaziale" ebbe origine nel 1978, e il personaggio fu modellato come omaggio a Biollante, il suo progenitore suggerito, avendo zanne sporgenti e un ruggito sibilante simile a quelli di quest'ultimo.
L'artista Shinji Nishikawa inizialmente visualizzava Space Godzilla come una creatura simile ad un drago, con enormi pinne dorsali simili ad ali. Altri abbozzi per il proposto "Astro Godzilla" includevano un personaggio quadrupede e un mostro molto simile a Biollante affiancato da un'orda di libellule cosmiche. Il disegno finale era molto più simile alla forma finale assunta da Godzilla nel videogioco Super Godzilla, anch'esso concepito da Nishikawa. Il direttore degli effetti speciali Koichi Kawakita decise di incorporare sul mostro un corno ornamentale per accennare al suo potere e suggerire che avesse la capacità d'usare il radar.

## Storia
Nel suo film di debutto viene spiegato che Space Godzilla è nato in seguito all'assimilazione di una cellula di Godzilla da parte di una forma di vita aliena che si è poi fusa con un cristallo. Come questa cellula fosse entrata nello spazio rimane ambiguo, ma viene suggerito che potesse essere stato parte d'una spora di Biollante uscita dall'atmosfera o trasportata nello spazio da Mothra. Space Godzilla attacca un paio di basi spaziali per poi confrontarsi con M.O.G.U.E.R.A..
Arrivato sulla Terra, sconfigge Godzilla in un primo scontro imprigionando poi Godzilla Junior in una gabbia di cristallo. Una volta giunto a Fukuoka, il mostro fa crescere cristalli e affronta di nuovo M.O.G.U.E.R.A. riuscendo ad infilzarlo con l'arpione sulla coda. Affronta di nuovo Godzilla, contro cui combatte ad armi pari, ma M.O.G.U.E.R.A. distrugge i cristalli sulla schiena di Space Godzilla, permettendo così a Godzilla di eliminarlo.

## Apparizioni
- Gojira VS Space Gojira

### Videogiochi
- Godzilla Generations: Maximum Impact
- Godzilla: Giant Monster March
- Godzilla: Save the Earth
- Godzilla: Unleashed
- Godzilla: Battle Line
- Godzilla Unleashed: Double Smash
- Godzilla: The Game
- Godzilla Defense Force